# 우니폴 도무스
우니폴 도무스(Unipol Domus)는 이탈리아 칼리아리시에 위치한 임시 축구 경기장이다. 
2017년 스타디오 산텔리아가 새 경기장 건축을 위해 폐장하며 지어졌으며, 2017-18시즌부터 칼리아리 칼초의 임시 홈 구장으로 사용되고 있다. 수용 인원은 16,416명이다. 
2021년 7월 24일 칼리아리 칼초는 우니폴 보험 그룹와 10년 제휴 계약 체결과 현 임시 경기장 및 미래 신축 경기장의 명명권 판매를 발표했다. 계약에 따라 기존의 구장명인 '사르데냐 아레나'(Sardegna Arena) '우니폴 도무스'(Unipol Domus)로 변경됐다. '도무스'는 라틴어로 집을 뜻한다. 하지만 지역어인 사르데냐어로 '도무스'는 집의 복수형으로 '집 들'의 뜻을 가진다.